# Janez Grohar
Janez Grohar, slovenski slikar in podobar, *  1782, Zgornja Sorica, † 13. februar 1852, Zgornja Sorica.

## Življenje in delo
Napravil je npr. veliki oltar za Šent Jošt nad Vrhniko, medtem ko je kipe izrezal njegov učenec Matej Tomec. Za Železnike je napravil 1843 orgelsko omaro. Pri njem so se učili tudi bratje Zajci.